# Aberdeenshire North and Moray East (circonscription du Parlement britannique)
Circonscription parlementaire de la Chambre des communes
Aberdeenshire North and Moray East est une circonscription électorale de la Chambre des communes du Royaume-Uni.
Créée lors du redécoupage de 2023, elle est située dans le nord-est de l'Écosse.

## Description
Comme son nom l'indique, la circonscription couvre le nord de l'Aberdeenshire et l'est du Moray.

## Histoire
La circonscription d'Aberdeenshire North and Moray East est créée lors du redécoupage électoral de 2023 à partir des anciennes circonscriptions de Banff and Buchan (pour sa moitié orientale) et de Moray (pour sa moitié occidentale). Elle est utilisée pour la première fois lors des élections générales de 2024.
Après une longue maladie et un séjour à l'hôpital, le député sortant de Banff and Buchan, David Duguid, n'est pas sélectionné par le Parti conservateur pour les élections de 2024, alors qu'il avait été sélectionné par les membres de l'antenne locale du parti et qu'il avait annoncé être apte à se présenter. C'est Douglas Ross, le chef des conservateurs écossais, qui est retenu comme candidat. Député sortant de Moray, il avait déclaré vouloir quitter Westminster auparavant.
Le candidat travailliste Andy Brown est suspendu par son parti le 19 juin 2024. Il aurait remis en question l'implication de la Russie dans l'empoisonnement de Sergueï et Ioulia Skripal et minimisé l'antisémitisme au sein du parti travailliste.

## Définition légale
La circonscription est légalement définie comme comprenant les wards suivants :
- dans l'Aberdeenshire, les wards de Banff and District, Troup, Fraserburgh and District, Peterhead North and Rattray, Peterhead South and Cruden, et la partie nord-est du ward de Central Buchan ;
- dans le Moray, les wards de Keith and Cullen et Buckie, ainsi que la partie est du ward de Fochabers Lhanbryde[4].

## Députés
| Élection | Député       | Parti | Parti |
| -------- | ------------ | ----- | ----- |
| 2024     | Seamus Logan |       | SNP   |

## Résultats électoraux

### Années 2020
| Parti         | Parti                    | Candidat      | Vote   | Vote | Vote |
| Parti         | Parti                    | Candidat      | Voix   | %    | ±    |
| ------------- | ------------------------ | ------------- | ------ | ---- | ---- |
|               | SNP                      | Seamus Logan  | 13 455 | 35,2 | 7,9  |
|               | Parti conservateur       | Douglas Ross  | 12 513 | 32,8 | 15,5 |
|               | Reform UK                | Jo Hart       | 5 562  | 14,6 | 14,6 |
|               | Parti travailliste       | Andy Brown    | 3 876  | 10,1 | 5,9  |
|               | Libéraux-démocrates      | Ian Bailey    | 2 782  | 7,3  | 2,9  |
| Majorité      | Majorité                 | Majorité      | 942    | 2,4  | —    |
| Participation | Participation            | Participation | 38 188 | 61,7 | 9,7  |
|               | Le SNP emporte le siège. |               |        |      |      |